# Panique sur la voie express
Pour plus de détails, voir Fiche technique et Distribution.
Panique sur la voie express (Runaway Car) est un téléfilm américain diffusé en 1997 et réalisé par Jack Sholder.

## Synopsis
Jenny Cole, étudiante infirmière, prend la route à bord de sa Ford Maverick pour rejoindre sa mère en Caroline du Nord et, en chemin, prend Ed, un cadre pressé d'arriver à l'aéroport, puis sa petite nièce en bas âge et enfin un jeune homme, Dex. Mais, arrivée sur la voie rapide, elle découvre avec effroi que l'accélérateur est bloqué ainsi que la boîte de vitesses. Ils sont tous les quatre piégés dans cette voiture qui roule à tombeau ouvert sur l'autoroute qui est très chargée. De multiples tentatives pour stopper le véhicule vont s'avérer vaines et l'angoisse à bord va s'accroître de minute en minute.

## Fiche technique
- Réalisateur : Jack Sholder
- Année de production : 1997
- Durée : 86 minutes
- Format : 1,33:1, couleur
- Son : stéréo
- Dates de premières diffusions :
  -  États-Unis : 21 janvier 1997
  -  France : 13 août 1998 sur France 3
- Interdit aux moins de 10 ans

## Distribution
- Nina Siemaszko : Jenny Todd
- Judge Reinhold : Ed Lautner
- Brian Hooks (en) : Dexter 'Dex' Strang
- Leon Robinson : officier Isaiah 'Beau' Beaufort
- Tia Texada : Lupe
- Glenn Morshower : Capitaine Jim Louben